# 小行星4607
小行星4607（英語：4607 Seilandfarm）是一颗围绕太阳公转的小行星。1987年11月25日，圓館金、渡邊和郎在北见发现了此天体。
这颗小行星的绝对星等为220.3799925860111等。